# Paineñamcu
Paineñamcu, Paynenancu o Alonso Diaz (... – Santiago del Cile, 1584) è stato il toqui dei Mapuche dal 1574 al 1584.

## Biografia
Alonso Diaz era un soldato spagnolo meticcio offeso per il fatto che il governatore del Cile non lo aveva promosso al grado di Alférez, che in seguito si unì ai Mapuche nel 1572. Prese il nome Mapuche di Paineñamcu e, date le sue capacità militari, fu eletto toqui nel 1574 in seguito alla morte di Paillataru.
Fu catturato in battaglia nel 1584, ed ebbe salva la vita solo tradendo i suoi alleati e rivelando il luogo in cui si trovavano un rinnegato spagnolo ed un mulatto, capi dell'esercito Mapuche.  Fu giustiziato in seguito nello stesso anno a Santiago del Cile, quando gli spagnoli pensarono che stesse ancora comunicando con i ribelli Mapuche. Cayancaru ne prese il posto come toqui dopo la sua cattura. 